# Old Tom Morris Award

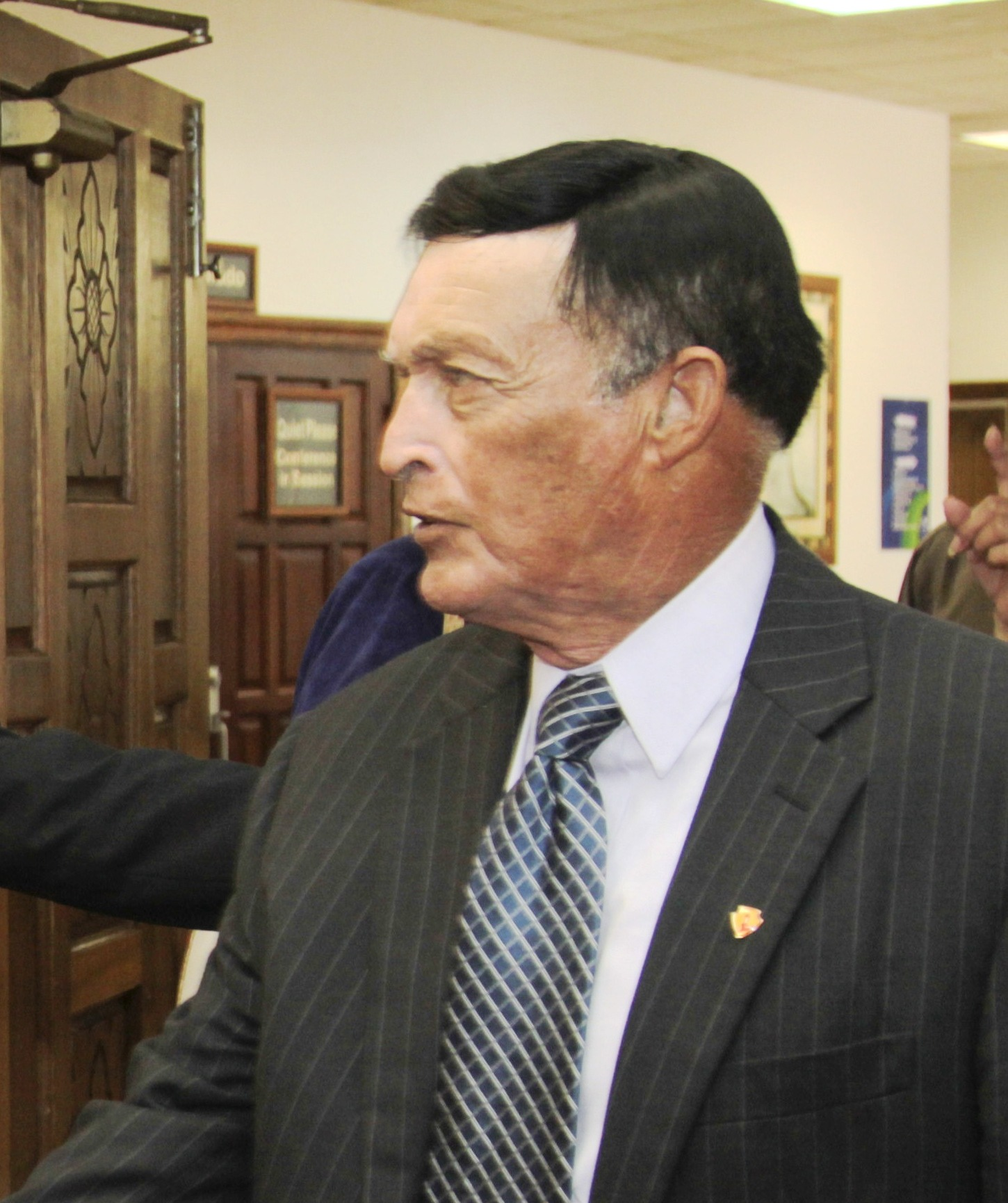
Juan Chi Chi Rodriguez – Preisträger 1989

Der Old Tom Morris Award ist die höchste Auszeichnung der Golf Course Superintendents Association of America (GCSAA). Er wird seit 1983 jedes Jahr an eine Person verliehen, die durch ihr kontinuierliches Engagement in ähnlicher Weise wie Old Tom Morris zum Wohl des Golfsports beigetragen hat.
Morris (1821–1908) war zunächst Greenkeeper in Prestwick, betrieb eine Golfschlägerwerkstatt in St Andrews, gewann als Golfprofi viermal die British Open (1861, 1862, 1864 und 1867) und machte sich ab 1875 als Golfarchitekt einen Namen.
Der Preisträger wird vom Vorstand der GCSAA nominiert. Der Preis wird jährlich während der Ausbildungs-Konferenz der GCSAA verliehen, die in Verbindung mit einer Golf-Industrie-Ausstellung stattfindet.

## Preisträger
| Jahr | Preisträger             | Nationalität       |
| ---- | ----------------------- | ------------------ |
| 1983 | Arnold Palmer           | Vereinigte Staaten |
| 1984 | Bob Hope                | Vereinigte Staaten |
| 1985 | Gerald Ford             | Vereinigte Staaten |
| 1986 | Patty Berg              | Vereinigte Staaten |
| 1987 | Robert Trent Jones, Sr. | England            |
| 1988 | Gene Sarazen            | Vereinigte Staaten |
| 1989 | Chi-Chi Rodríguez       | Puerto Rico        |
| 1990 | Sherwood A. Moore       |                    |
| 1991 | William C. Campbell     | Vereinigte Staaten |
| 1992 | Tom Watson              | Vereinigte Staaten |
| 1993 | Dinah Shore             | Vereinigte Staaten |
| 1994 | Byron Nelson            | Vereinigte Staaten |
| 1995 | James R. Watson         |                    |
| 1996 | Tom Fazio               | Vereinigte Staaten |
| 1997 | Ben Crenshaw            | Vereinigte Staaten |
| 1998 | Ken Venturi             | Vereinigte Staaten |
| 1999 | Jaime Ortiz-Patiño      | Spanien            |
| 2000 | Nancy Lopez             | Vereinigte Staaten |
| 2001 | Tim Finchem             | Vereinigte Staaten |
| 2002 | Walter Woods            |                    |
| 2003 | Pete Dye                | Vereinigte Staaten |
| 2004 | Rees Jones              | Vereinigte Staaten |

| Jahr | Preisträger      | Nationalität       |
| ---- | ---------------- | ------------------ |
| 2005 | Jack Nicklaus    | Vereinigte Staaten |
| 2006 | Joseph M. Duich  |                    |
| 2007 | Charlie Sifford  | Vereinigte Staaten |
| 2008 | Greg Norman      | Australien         |
| 2009 | Col. John Morley | England            |
| 2010 | Judy Rankin      | Vereinigte Staaten |
| 2011 | Nick Price       | Simbabwe           |
| 2012 | Peter Jacobsen   | Vereinigte Staaten |
| 2013 | Mike Hurdzan     | Vereinigte Staaten |
| 2014 | Annika Sörenstam | Schweden           |
| 2015 | Dan Jenkins      | Vereinigte Staaten |
| 2016 | Herb Kohler      |                    |
| 2017 | Paul R. Latshaw  |                    |
| 2018 | Ernie Els        | Südafrika          |
| 2019 | Bill Powell      |                    |
| 2020 | Gary Player      | Südafrika          |
| 2021 | Jim Nantz        |                    |
| 2022 | Vince Gill       | Vereinigte Staaten |
| 2023 | Johnny Morris    | Vereinigte Staaten |
| 2024 | Dottie Pepper    | Vereinigte Staaten |